# Рангазарка
Рангазарка — река в России, протекает через Сармановский район Республики Татарстан. Устье реки находится на высоте 88 м над уровнем моря, в 24 км по левому берегу реки Мелля. Длина реки составляет 12 км, площадь водосборного бассейна 92 км².
У деревни Бал-Тамак в Рангазарку справа впадает река Боллыбуя.

## Данные водного реестра
По данным государственного водного реестра России относится к Камскому бассейновому округу, водохозяйственный участок реки — Ик от истока и до устья, речной подбассейн реки — бассейны притоков Камы до впадения Белой. Речной бассейн реки — Кама.
Код объекта в государственном водном реестре — 10010101312111100028718.